# 211977 Springob
211977 Springob è un asteroide della fascia principale. Scoperto nel 2005, presenta un'orbita caratterizzata da un semiasse maggiore pari a 2,3416302 au e da un'eccentricità di 0,1134594, inclinata di 3,23436° rispetto all'eclittica.